# Alien: Resurrection
Alien: Resurrection is een Amerikaanse sciencefictionfilm uit 1997, het derde vervolg op Alien (1979). De film werd geregisseerd door de Fransman Jean-Pierre Jeunet. Omdat Jeunet tijdens het maken van de film nog geen Engels kende, had hij een tolk nodig. Hoofdrollen worden vertolkt door Sigourney Weaver, Winona Ryder, Ron Perlman en Dominique Pinon.
In 2003 verscheen in de Alien-Quadrilogy een speciale editie van Alien: Resurrection, met enkele verwijderde of alternatieve scènes.

## Verhaal
De film speelt 200 jaar na de gebeurtenissen in Alien 3. Met behulp van bloedmonsters maakt een groep wetenschappers aan boord van de USM Auriga een kloon van Ellen Ripley. De wetenschappers werken voor het bedrijf United Systems Military, een soort opvolger van Weyland-Yutani uit de vorige films. Dit bedrijf heeft net als zijn voorganger zijn zinnen gezet op het gebruiken van de Aliens als biologisch wapen. Daar Ripley het embryo van een Alien-koningin bij zich droeg toen ze stierf, hopen de wetenschappers door het klonen ook zo’n Alien-embryo te verkrijgen. Het plan slaagt en er wordt een Alien-koningin uit de Ripleykloon gehaald. De kloon zelf wordt in leven gehouden voor verder onderzoek, terwijl men via de Alien-koningin met een reeks door smokkelaars ontvoerde gastheren voor het eerst in twee eeuwen een nest Aliens creëert.
De smokkelaars vinden Ripley aan boord van het schip. Het jongste lid van de groep, Call, herkent haar naam. Ondertussen blijken de nieuwe Aliens slimmer dan normaal. Al snel ontsnappen ze en vormen een bedreiging voor iedereen aan boord van de Auriga. De meeste mensen aan boord worden gedood.
Ripley en de wetenschapper Dr. Wren beseffen dat de Auriga geprogrammeerd is om terug te keren naar de Aarde. Als het schip daar aankomt, zullen de Aliens vrijgelaten worden op de planeet. Ripley, nu met deels alien-DNA en bovenmenselijke krachten, probeert samen met de smokkelaars van het ruimteschip te ontsnappen voor het de Aarde bereikt. Ripley ontdekt tijdens hun ontsnappingspogingen meer over de Aliens; zo beschikt de nieuwe Alien-koningin deels over haar menselijke DNA, en is daardoor nu in staat om levende nakomelingen te produceren zonder tussenkomst van eieren. De Aliens die zo ontstaan, zien Ripley als hun moeder.
Uiteindelijk blijkt Call een androïde te zijn. Ze kan inbreken op het computersysteem van de Auriga, en programmeert het schip om neer te storten op de Aarde in de hoop, dat de crash alle Aliens zal doden. Net voor de inslag kunnen Ripley en de laatste smokkelaars ontkomen met een ander schip.

## Rolverdeling
| Acteur              | Personage                      | Opmerkingen |
| ------------------- | ------------------------------ | ----------- |
| Sigourney Weaver    | Ellen Ripley/Ripley-kloon # 8  |             |
| Winona Ryder        | Annalee Call                   |             |
| Dominique Pinon     | John Vriess                    |             |
| Ron Perlman         | Johner                         |             |
| JE Freeman          | Mason Wren                     |             |
| Leland Orser        | Larry Purvis                   |             |
| Gary Dourdan        | Christy                        |             |
| Dan Hedaya          | Martin Carlos Allehandro Perez |             |
| Michael Wincott     | Frank Elgyn                    |             |
| Raymond Cruz        | Vincent Distephano             |             |
| Kim Flowers         | Sabra Hillard                  |             |
| Brad Dourif         | Jonathan Gediman               |             |
| David St James      | Daniel Sprague                 |             |
| Marlene Bush        | Carlyn Williamson              |             |
| Tom Woodruff jr     | Alien # 1                      |             |
| David Britten Prior | Alien # 2                      |             |
| Mark Viniello       | Alien # 3                      |             |
| Steven Gilborn      | Vader                          | stem        |

## Achtergrond

### Voorproductie
20th Century Fox huurde Joss Whedon in om het script van Alien: Ressurrection te schrijven daar ze onder de indruk waren van zijn eerdere werken. Aanvankelijk wilde Fox de film laten draaien om een kloon van het personage Newt uit Aliens. Whedon schreef een kort script rondom dit idee, toen Fox besloot toch te proberen om Ellen Ripley terug te laten keren in de film. Dit omdat zij het hoofdpersonage van de reeks was geworden in de voorgaande films.
In het begin was het even gissen hoe men een Alien 4 kon maken, want in de vorige film, Alien³ (1992), stierf Ripley. In de jaren negentig stond klonen in de belangstelling, en dat werd de basis voor de wederopstanding van Ripley en de xenomorph. Resurrection betekent 'wederopstanding'. Whedon vond het persoonlijk lastig om Ripleys terugkeer in het script te verwerken.
Sigourney Weaver, die Ripley had gespeeld in alle voorgaande films, zag aanvankelijk niks in wederom een terugkeer van haar personage. Ze was van mening dat het te veel van hetzelfde zou zijn. Ze was echter dusdanig onder de indruk van Whedons script dat ze toch instemde de rol opnieuw te vertolken. Het was haar idee om haar personage wel enkele nieuwe eigenschappen mee te geven, zoals het Alien-DNA. Weaver verkreeg door haar inbreng ook vermelding als co-producent en een salaris van 11 miljoen dollar.

### Wezens
Amalgamated Dynamics Incorporated (ADI) werd ingehuurd om de effecten voor de film te verzorgen, en de Aliens voor de film te ontwerpen. In de vorige Alien-vervolgen werd het originele Alien-ontwerp van H.R. Giger al bewerkt, zo hadden de wezens in Aliens (1986) een geribbeld schedeldak (in de vorige film was hij glad), had de chestburster armen en zagen de eieren er anders uit. In Alien 3 ging men nog een stapje verder, daar werd de Alien een roodbruine, bliksemsnelle viervoeter.
Voor het vierde deel in de reeks werden weer wat aanpassingen gemaakt. Vroeger liet men de benen van de Aliens nooit zien, omdat die qua gewrichten duidelijk van een mens waren. Omdat men in 1997 inmiddels de computer ter beschikking had, konden er digitale Aliens volledig in beeld worden gebracht. Om ze een dierlijker voorkomen te geven werd hierbij een extra gewricht in de enkel toegevoegd. Ook werd de staart platter gemaakt, als peddel voor in de zwemscènes in de film. De oude sis- en gilgeluiden werden vervangen door grommen en brullen, en men maakte de Alien-eieren veel beweeglijker. Het uiterlijk van de eieren werd teruggebracht naar dat van de originele Alien.
In deze film werden alle Aliens geproduceerd door Blue Sky Studios, bekend van Ice Age en Robots.

### Opnamen
Alien: Resurrection werd opgenomen in Fox Studios in Los Angeles en is daarmee de eerste Alien-film die niet in het Verenigd Koninkrijk is gefilmd. De opnamen duurden van oktober 1996 tot februari 1997. Jeunet had moeite een studio te vinden daar de productie van Alien: Resurrection samenviel met die van enkele andere films zoals Titanic, Starship Troopers en The Lost World: Jurassic Park.
De Alien-koningin in de film is dezelfde als uit Aliens. De robot werd na de opnamen van Aliens aan een fan gegeven, die haar nog steeds in zijn kelder had staan. Na de opnamen van Alien: Resurrection kreeg hij haar terug, alleen was ze nu bruin geverfd.
Jeunet wilde de nadruk leggen op Ripleys nieuwe krachten, waaronder in een scène waarin Ripley zonder te kijken een basketbal door het net in een gymzaal gooit. Dit shot is echt. Sigourney Weaver stond erop om het zelf te doen, al werd gezegd dat het bijna onmogelijk was om het te doen zonder een machine of digitale bal. Toen het lukte, was acteur Ron Perlman zo onder de indruk dat hij van verbazing begon te vloeken, terwijl de camera nog draaide. Deze 'karakter-breuk' kon eruit worden geknipt zonder dat de scène verloren ging.

### Muziek
Componist John Frizzell werd door vrienden aangespoord om auditie te doen voor het componeren van de filmmuziek voor Alien: Resurrection. Hij stuurde vier opnamen naar 20th Century Fox, waarvan de vierde voor 20th Century Fox reden genoeg was om hem uit te nodigen voor een gesprek. Na een korte ontmoeting met Robert Kraft, werd Frizzell aangenomen. Frizzell werkte in totaal zeven maanden aan het schrijven en opnemen van de soundtrack. Jeunet wilde dat de muziek duidelijk anders zou zijn dan in de vorige films.

## Ontvangst
Alien: Resurrection ging na een voorvertoning in Camarillo, Californië, officieel in première op 26 november 1997. In Noord-Amerika bracht de film 47,7 miljoen dollar op, waarmee het de minst succesvolle film uit de franchise in Amerika was. Internationaal deed de film het beter. De wereldwijde opbrengst kwam uiteindelijk op 161,2 miljoen dollar.
Net als Alien 3 werd Alien: Resurrection wisselend ontvangen.

## Vervolg
Al in 1996, vóór Alien: Resurrection uit was, waren er geruchten over een vijfde Alien-film. Een paar jaar later waren er geruchten dat Alien 5 in 2004 uit zou komen. In 2004 kwam er inderdaad een nieuwe Alien-film, maar dat was Alien vs Predator, een cross-over met de Predator-reeks. Op het moment lijkt Alien 5 weer wat dichterbij; omdat Alien vs Predator het goed heeft gedaan in de Amerikaanse bioscoop wil men de vijfde Alien maken (Alien vs Predator wordt dus niet meegerekend als Alien-film). Er zou zelfs al een Alien 6 komen. Dit zesde deel wordt mogelijk geschreven door Paul W.S. Anderson, de regisseur van Alien vs Predator.
Wat het verhaal voor deze vijfde film betreft verschillen de spoilers. De eerste versie vertelt over een invasie van de Aliens op de Aarde, de bron van de mensheid en voor hen een nieuwe bron van voedsel en voortplanting. Ellen Ripley is in deze tijd inmiddels een veteraan, maar ze wordt herinnerd aan haar verleden (dromen, visioenen) met de Alien als de Aliens de Aarde naderen.
In een andere versie werkt Ellen Ripley na de gebeurtenissen van Alien: Resurrection aan een plan, nu samen met de Aardse regering en het leger, om het gevaar van de Alien voor eens en voor altijd uit de weg te ruimen. Ripleys unieke kennis en band met de Alien maken haar erg belangrijk in dit plan. Ervan overtuigd dat de Alien een waar gevaar is voor de mensheid en waar niet mee kan worden gemanipuleerd vindt Ripley de thuiswereld van de Aliens. Daar bevindt zich de sleutel tot de ondergang van de Alien.
De tweede versie zou zich afspelen op de thuiswereld van de Alien en zich focussen op hun technologieën (schepen, wapens). Ook zou deze film zich focussen op de oorsprong van de Alien, want tot nu toe heeft het publiek alleen Aliens gezien die afkomstig zijn van Aardse gastheren. Of er ook een derde partij zal gaan meespelen die de plannen van Ripley dwarsboomt is nog niet zeker.

## Prijzen en nominaties
| Jaar | Prijs                           | Categorie                                                         | Genomineerde(n)                                         | Uitslag     |
| ---- | ------------------------------- | ----------------------------------------------------------------- | ------------------------------------------------------- | ----------- |
| 1997 | Bogey Award                     | -                                                                 | -                                                       | Gewonnen    |
| 1998 | Saturn Award                    | Beste actrice                                                     | Sigourney Weaver                                        | Genomineerd |
| 1998 | Saturn Award                    | Beste kostuums                                                    | Bob Ringwood                                            | Genomineerd |
| 1998 | Saturn Award                    | Beste regisseur                                                   | Jean-Pierre Jeunet                                      | Genomineerd |
| 1998 | Saturn Award                    | Beste sciencefictionfilm                                          | -                                                       | Genomineerd |
| 1998 | Saturn Award                    | Beste special effects                                             | Pitof, Erik Henry, Alec Gillis, Tom Woodruff Jr.        | Genomineerd |
| 1998 | Saturn Award                    | Beste vrouwelijke bijrol                                          | Winona Ryder                                            | Genomineerd |
| 1998 | Blockbuster Entertainment Award | Favoriete vrouwelijke bijrol – Sci-Fi                             | Winona Ryder                                            | Gewonnen    |
| 1998 | Blockbuster Entertainment Award | Favoriete actrice – Sci-Fi                                        | Sigourney Weaver                                        | Genomineerd |
| 1998 | Golden Satellite Award          | Beste film – animatie of gemengde media                           | Bill Badalato, Gordon Carroll, David Giler, Walter Hill | Genomineerd |
| 2003 | DVDX Award                      | Best Overall DVD, Classic Movie (Including All Extra Features)    | Charles de Lauzirika                                    | Gewonnen    |
| 2003 | DVDX Award                      | Best Menu Design                                                  | Matt Kennedy                                            | Genomineerd |
| 2003 | DVDX Award                      | Best New Movie Scenes (Finished-Edited Into Movie or Stand-Alone) | Charles de Lauzirika, David Crowther                    | Genomineerd |
| 2003 | DVDX Award                      | Best Behind-the-Scenes Program (New for DVD)                      | Charles de Lauzirika                                    | Genomineerd |
| 2004 | Saturn Award                    | Best DVD Collection                                               | -                                                       | Genomineerd |
| 2004 | Sierra Award                    | Best DVD                                                          | -                                                       | Gewonnen    |
| 2004 | Golden Satellite Award          | Best DVD Extras                                                   | -                                                       | Genomineerd |
| 2004 | Golden Satellite Award          | Best Overall DVD                                                  | -                                                       | Genomineerd |